# Lekkoatletyka na Letnich Igrzyskach Olimpijskich 1968 – chód na 50 km mężczyzn
Chód na 50 kilometrów mężczyzn podczas XIX Letnich Igrzysk Olimpijskich w Meksyku rozegrano 17 października 1968 o godzinie 14.20. Meta znajdowała się na Estadio Olímpico Universitario. Zwycięzcą został reprezentant Niemieckiej Republiki Demokratycznej Christoph Höhne.

## Rekordy

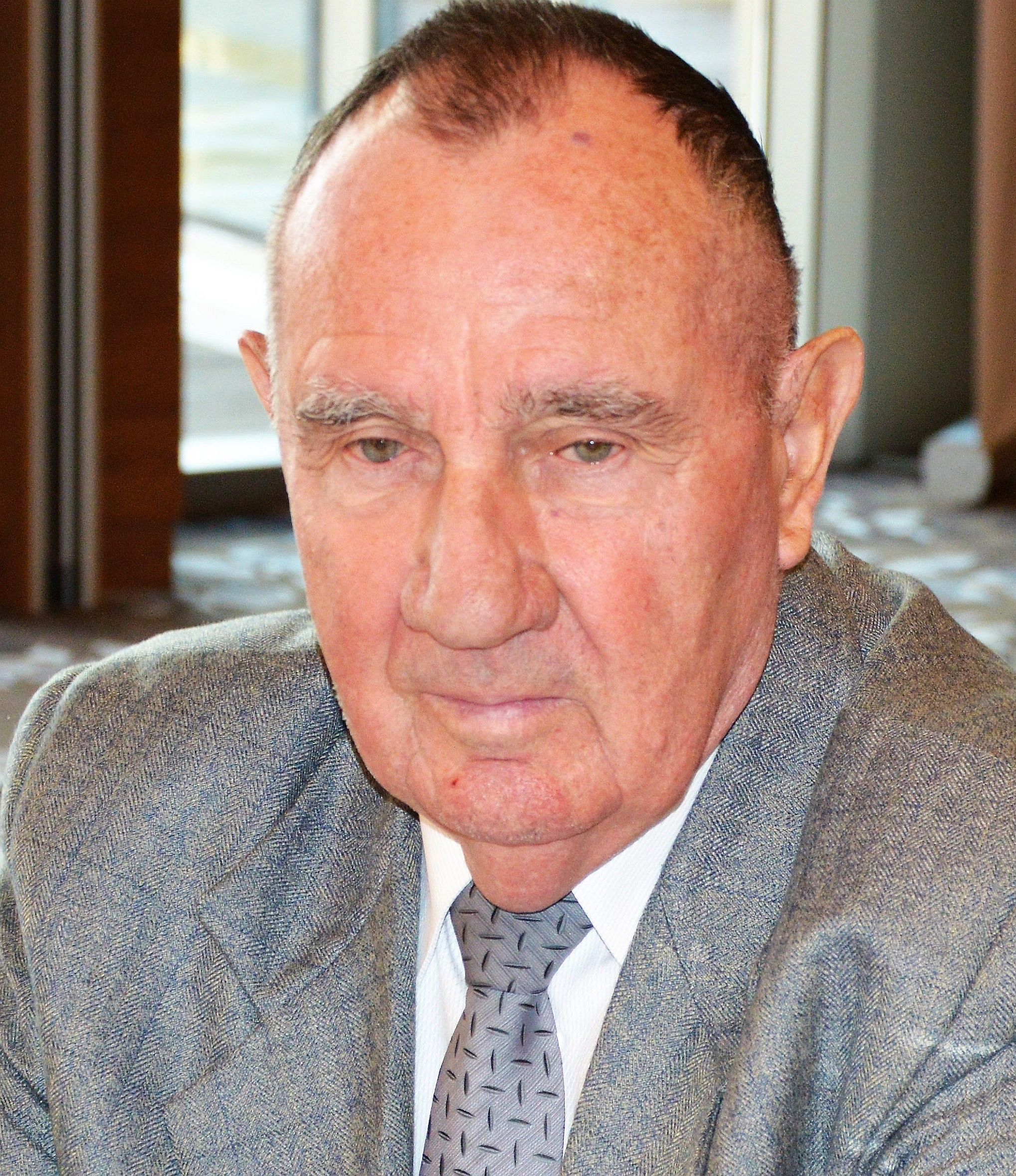
Antal Kiss

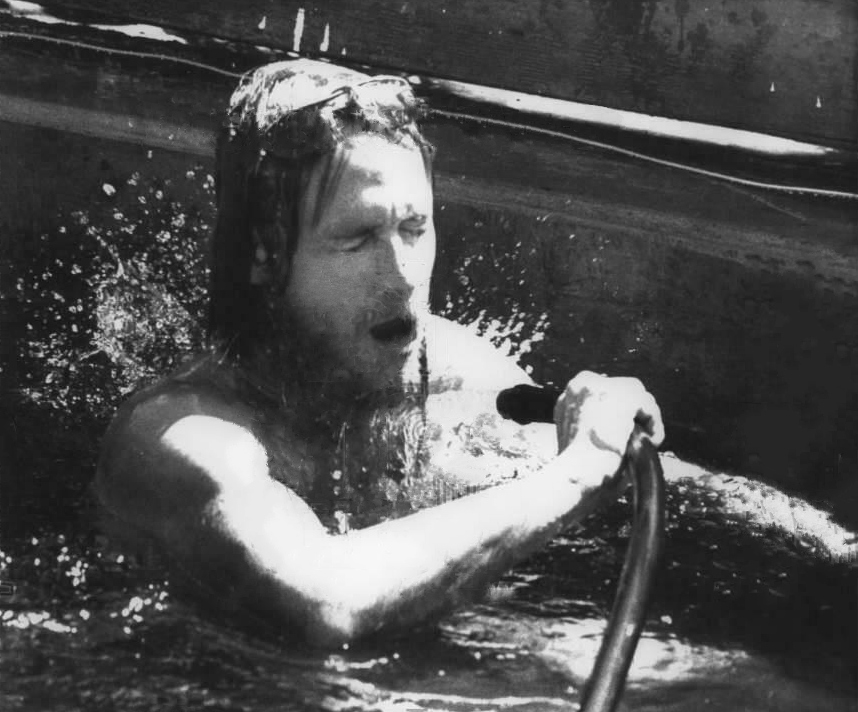
Larry Young

|                   | Zawodnik         | Narodowość | Czas      | Data                      | Miejsce  |
| ----------------- | ---------------- | ---------- | --------- | ------------------------- | -------- |
| Rekord świata     | Giennadij Agapow | ZSRR       | 3:55:36   | 17 października 1965(dts) | Ałma-Ata |
| Rekord olimpijski | Abdon Pamich     | Włochy     | 4:11:12,4 | 18 października 1964(dts) | Tokio    |

## Wyniki
| Poz. - pozycja |
| – rekord świata \| – rekord krajowy \| – rekord życiowy \| = – wyrównany rekord życiowy \| · – najlepszy wynik w sezonie \| = – wyrównany najlepszy wynik w sezonie \| – rekord olimpijski |
| Fn – falstart \| DNF – nie ukończył \| DNS – nie wystartował \| DSQ – zdyskwalifikowany |

| Poz. | Zawodnik             | Narodowość        | Rezultat  | Uwagi |
| ---- | -------------------- | ----------------- | --------- | ----- |
| 1    | Christoph Höhne      | NRD               | 4:20:13,6 |       |
| 2    | Antal Kiss           | Węgry             | 4:30:17,0 |       |
| 3    | Larry Young          | Stany Zjednoczone | 4:31:55,4 |       |
| 4    | Peter Selzer         | NRD               | 4:33:09,8 |       |
| 5    | Stig Lindberg        | Szwecja           | 4:34:05,0 |       |
| 6    | Vittorio Visini      | Włochy            | 4:36:33,2 |       |
| 7    | Bryan Eley           | Wielka Brytania   | 4:37:32,2 |       |
| 8    | José Pedraza         | Meksyk            | 4:37:51,4 |       |
| 9    | Karl-Heinz Merschenz | Kanada            | 4:37:57,4 |       |
| 10   | Goetz Klopfer        | Stany Zjednoczone | 4:39:13,8 |       |
| 11   | Horst-Rüdiger Magnor | RFN               | 4:39:43,3 |       |
| 12   | Frank Clark          | Australia         | 4:40:13,8 |       |
| 13   | Örjan Andersson      | Szwecja           | 4:40:42,6 |       |
| 14   | Gerhard Weidner      | NRD               | 4:43:26,2 |       |
| 15   | Siergiej Grigorjew   | ZSRR              | 4:44:39,2 |       |
| 16   | Charles Sowa         | Luksemburg        | 4:44:45,2 |       |
| 17   | Kazuo Saitō          | Japonia           | 4:47:29,6 |       |
| 18   | Shaun Lightman       | Wielka Brytania   | 4:52:20,0 |       |
| 19   | Bob Gardiner         | Australia         | 4:52:29,0 |       |
| 20   | Erwin Stütz          | Szwajcaria        | 4:53:33,8 |       |
| 21   | Henri Delerue        | Francja           | 4:57:40,2 |       |
| 22   | Mieczysław Rutyna    | Polska            | 4:58:03,8 |       |
| 23   | Felix Cappella       | Kanada            | 4:58:31,6 |       |
| 24   | Shaul Ladany         | Izrael            | 5:01:06,0 |       |
| 25   | Pablo Colín          | Meksyk            | 5:01:30,0 |       |
| 26   | Dave Romansky        | Stany Zjednoczone | 5:38:03,4 |       |
| 27   | Ismael Hernández     | Meksyk            | 5:56:09,2 |       |
| 28   | Ricardo Cruz         | Salwador          | 5:56:22,0 |       |
| –    | Bernhard Nermerich   | RFN               | DSQ       |       |
| –    | Giennadij Agapow     | ZSRR              | DNF       |       |
| –    | Ihor Della-Rossa     | ZSRR              | DNF       |       |
| –    | Stefan Ingvarsson    | Szwecja           | DNF       |       |
| –    | John Kelly           | Irlandia          | DNF       |       |
| –    | Burkhard Leuschke    | NRD               | DNF       |       |
| –    | Paul Nihill          | Wielka Brytania   | DNF       |       |
| –    | Abdon Pamich         | Włochy            | DNF       |       |
| –    | Euclides Calzado     | Kuba              | DNS       |       |
| –    | Carlos Vanegas       | Nikaragua         | DNS       |       |